# Telenovela
Telenovela hay tiểu thuyết kịch phẩm là một thể loại phim truyền hình dài tập hoặc soap opera được sản xuất chủ yếu ở châu Mỹ Latinh. Tên gọi này được ghép từ chữ tele (kịch vô tuyến) và novela (tiểu thuyết). Chúng có hình thức giống kịch xà phòng thịnh hành tại các nước sử dụng tiếng Anh.

## Lịch sử

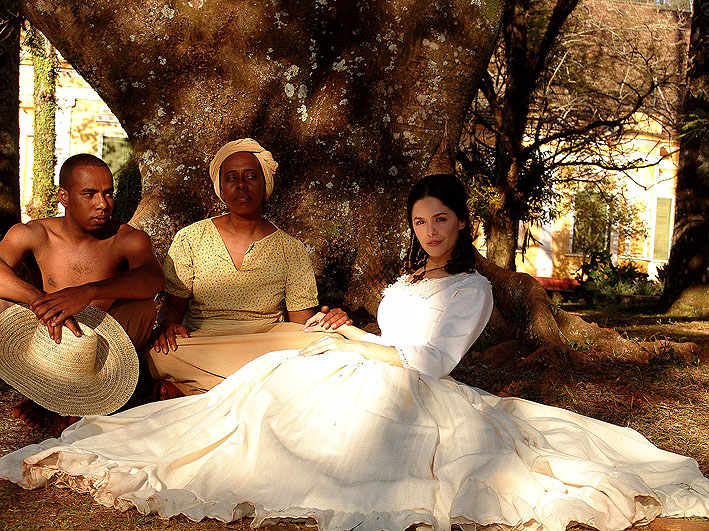
Phim kinh điển Nô tì Isaura năm 1975.

Những phim truyền hình này được sản xuất và trình chiếu trong những giờ cao điểm trong mọi nước sử dụng tiếng Tây Ban Nha, Brasil (sử dụng tiếng Bồ Đào Nha, nơi chúng được gọi là novela), Đức, Bồ Đào Nha, và Hoa Kỳ. Các telenovela sản xuất tại Brasil cũng được lồng âm ra tiếng Tây Ban Nha để tiêu thụ tại thị trường châu Mỹ Latinh. Chúng cũng được trình chiếu trong những giờ cao điểm. Hai hãng phim nổi tiếng sản xuất thể loại này là Telemundo và RTI Colombia
Những telenovela đầu tiên được sản xuất tại Brasil, Cuba, México, với Sua vida me pertence ("Đời em là của ta", Brasil, 1950) được trình chiếu hai lần mỗi tuần, và Senderos de amor ("Những con đường tình ái", Cuba, 1951), và Ángeles de la calle ("Những thiên thần từ đường phố", Mexico, 1951) một lần mỗi tuần. Mexico sản xuất telenovela đầu tiên trong dạng trình chiếu từ thứ hai đến thứ sáu được trình chiếu trong những năm 1957 và 1958 với tên Senda prohibida ("Con đường cấm đoán") của Fernanda Villeli và Brasil trong năm 1963 với 2-5499 Ocupado ("2-5499 bận"). Venezuela sản xuất telenovela đầu tiên với tên La criada de la granja ("Đứa ở của tá điền"). Puerto Rico sản xuất telenovela đầu tiên năm 1955 với tên Ante la ley ("Trước pháp luật"). Telenovela Colombia đầu tiên là El 0597 está ocupado ("Số 0597 đang bận", 1959). Peru thì sản xuất Bar Cristal ("Thanh pha lê", 1959) và Panamá với En la esquina del Infierno ("Trong góc địa ngục", 1964).
Telenovela đầu tiên được xem tại nhiều quốc gia khác nhau là Đơn giản, tôi là Maria (Simplemente Maria, Perú, 1969). Sau đó telenovela Người giàu cũng khóc (Los ricos también lloran, Mexico, 1979) đã được trình chiếu tại Nga, Trung Quốc, Hoa Kỳ, và ngay cả Việt Nam. Phim Brasil Escrava Isaura ("Nô tì Isaura", 1976), cũng thành công rực rỡ vì đã được 450 triệu người tại Trung Quốc xem, đưa tên tuổi của nữ diễn viên Lucélia Santos vào đất nước này.
Ngày nay, các telenovela này càng hấp dẫn người xem truyền hình với các bộ phim như Khi bình minh đến, Pasión de Gavilanes, Hành trình trở về, Chuyện tình Marina. Các telenovela nổi tiếng nhất đến từ Mexico, Brasil, Colombia, và Venezuela. Tại Tây Ban Nha chúng được gọi là culebrón ("rắn dài") vì chúng có cốt truyện dài và khó hiểu.